# Beaconsfield Town FC
Beaconsfield Town FC (celým názvem: Beaconsfield Town Football Club) je anglický fotbalový klub, který sídlí ve městě Beaconsfield v nemetropolitním hrabství Buckinghamshire. Založen byl v roce 1994 po fúzi klubů Beaconsfield United FC a Slough YCOB FC. Od sezóny 2018/19 hraje v Southern Football League Premier Division South (7. nejvyšší soutěž). Klubové barvy jsou červená a bílá.
Své domácí zápasy odehrává na stadionu Holloways Park s kapacitou 3 500 diváků.

## Historické názvy
Zdroj: 
- 1994 – Beaconsfield SYCOB FC (Beaconsfield Slough Youth Centre Old Boys Football Club)
- 2017 – Beaconsfield Town FC (Beaconsfield Town Football Club)

## Získané trofeje
- Berks & Bucks Senior Cup ( 1× )
  - 2012/13

## Úspěchy v domácích pohárech
Zdroj: 
- FA Cup
  - 4. předkolo: 2016/17
- FA Trophy
  - 2. předkolo: 2017/18
- FA Vase
  - 2. kolo: 2003/04

## Umístění v jednotlivých sezonách
Stručný přehled
Zdroj: 
- 1994–1997: Spartan League (Premier Division)
- 1997–1998: Spartan South Midlands League (Premier Division South)
- 1998–2004: Spartan South Midlands League (Premier Division)
- 2004–2005: Southern Football League (Eastern Division)
- 2005–2006: Southern Football League (Western Division)
- 2006–2007: Southern Football League (Division One South & West)
- 2007–2008: Spartan South Midlands League (Premier Division)
- 2008–2009: Southern Football League (Division One South & West)
- 2009–2010: Southern Football League (Division One Midlands)
- 2010–2017: Southern Football League (Division One Central)
- 2017–2018: Southern Football League (Division One East)
- 2018–2020: Southern Football League (Premier Division South)

Jednotlivé ročníky
Zdroj: 
Legenda: Z - zápasy, V - výhry, R - remízy, P - porážky, VG - vstřelené góly, OG - obdržené góly, +/- - rozdíl skóre, B - body, červené podbarvení - sestup, zelené podbarvení - postup, fialové podbarvení - reorganizace, změna skupiny či soutěže
| Sezóny  | Liga                                              | Úroveň | Z  | V  | R  | P  | VG | OG | +/- | B  | Pozice |
| ------- | ------------------------------------------------- | ------ | -- | -- | -- | -- | -- | -- | --- | -- | ------ |
| 2009/10 | Southern Football League (Division One Midlands)  | 8      | 42 | 8  | 8  | 26 | 46 | 96 | -50 | 32 | 19.    |
| 2010/11 | Southern Football League (Division One Central)   | 8      | 42 | 7  | 12 | 23 | 49 | 75 | -26 | 33 | 22.    |
| 2011/12 | Southern Football League (Division One Central)   | 8      | 42 | 20 | 9  | 13 | 65 | 55 | +10 | 69 | 5.     |
| 2012/13 | Southern Football League (Division One Central)   | 8      | 42 | 26 | 6  | 10 | 81 | 47 | +34 | 84 | 5.     |
| 2013/14 | Southern Football League (Division One Central)   | 8      | 42 | 22 | 7  | 13 | 79 | 60 | +19 | 73 | 8.     |
| 2014/15 | Southern Football League (Division One Central)   | 8      | 42 | 8  | 16 | 18 | 62 | 75 | -13 | 40 | 20.    |
| 2015/16 | Southern Football League (Division One Central)   | 8      | 42 | 19 | 10 | 13 | 77 | 54 | +23 | 67 | 9.     |
| 2016/17 | Southern Football League (Division One Central)   | 8      | 42 | 13 | 9  | 20 | 81 | 85 | -4  | 48 | 16.    |
| 2017/18 | Southern Football League (Division One East)      | 8      | 42 | 29 | 5  | 8  | 99 | 46 | +53 | 92 | 1.     |
| 2018/19 | Southern Football League (Premier Division South) | 7      | 42 | 15 | 13 | 14 | 65 | 65 | 0   | 58 | 12.    |
| 2019/20 | Southern Football League (Premier Division South) | 7      | 32 | 6  | 7  | 20 | 40 | 71 | -25 | 25 | 21.    |